# Tortona

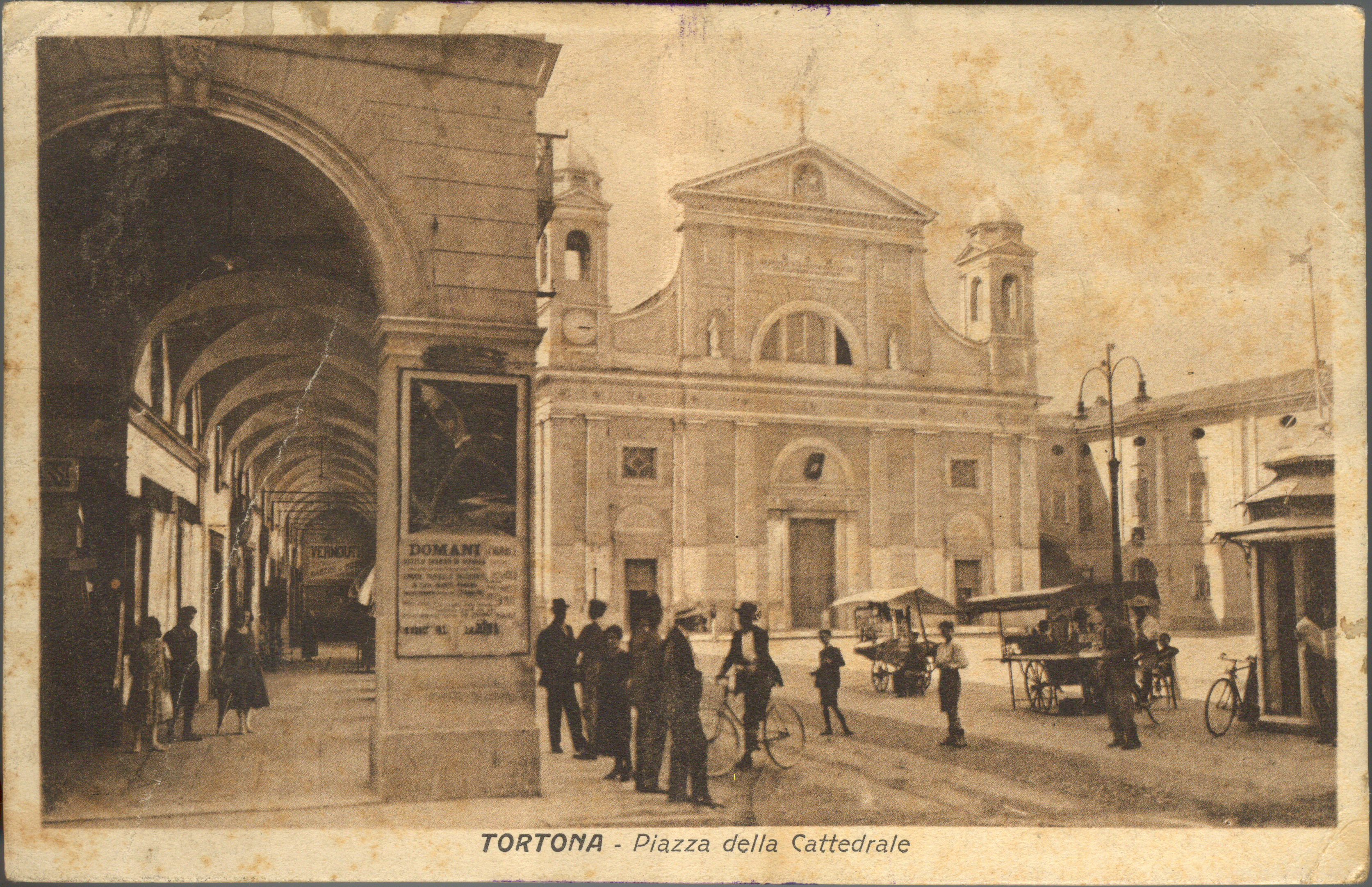
Katedrála v Tortoně (pohlednice z roku ca 1890)

Tortona je město a obec (comune) v kraji Piemont, provincii Alessandria v severní Itálii. Leží na pravém břehu řeky Scrivia, mezi marengskou nížinou a svahy ligurských Apenin.

## Historie
Město bylo ve starověku známe jako Dertona a bylo pravděpodobně nejstarší kolonií pod římskou nadvládou, v nejzápadnější části Pádského údolí, na silnici spojující Janov a Piacenzu. Bylo založeno přibližně v letech 123 – 118 př. n. l. na křižovatce dvou velkých cest – Via Postumia a Via Aemilia Scauri, které později splynuly a vytvořily Via Julia Augusta. Její poloha vytvořila z Tortony důležitý vojenský opěrný bod. Strabón o ní hovoří jako o jednom z největších měst v této části Itálie a Plinius starší potvrzuje že se jednalo o římskou kolonii. Velleius zmiňuje, že byla založena za dob Římské republiky. Zdá se, že za vlády Augusta byla rekolonizována. Odtud zřejmě pochází název Julia Dertona. Caesarův vrah Brutus se v Dertoně utábořil po bitvě u Mutiny, během pronásledování Marca Antonia a stalo se místem, kam byly v pozdějších letech císařství zpravidla umisťovány armádní sbory.
Biskupství bylo v Tortoně založeno velmi brzy, ale první biskupové jsou spíše legendární povahy, např. svatý Marcian z Tortony, první tortonský biskup a žák svatého Barnabáše – společníka sv. Pavla. Až do 9. století bylo město pod nadvládou svého biskupa. V roce 1090 se stalo svobodnou komunou, jménem Terdona. V roce 1133 byla diecéze odtržena od arcidiecéze v Miláně a připojena k arcibiskupství v Janově.
V roce 1155 bylo město kompletně srovnáno se zemí římským císařem Fridrichem I. Barbarossou.
V průběhu středověku byla Tortona věrným spojencem Guelfů a byla několikrát zničena. Mezi lety 1260 a 1347 bylo město ovládáno řadou rozličných italských rodů a dobrodruhů jako Facino Cane, který i ve složité a nestálé situaci panující v Lombardii shromáždil řadu panství a velké bohatství, které odkázal svojí manželce Beatrix a společně se svými přáteli zinscenoval sňatek mezi ní a Filippo Maria Viscontim. Podle Machiavelliho se: "Tímto svazekem se stal Facino velmi mocným a znovu nabyl Milán a celou Lombardii. Jako výraz své vděčnosti, jak už to tak u princů bývá, obvinil Beatrix z cizoložství a způsobil tak její krutou smrt." Takto se Tortona v roce 1347 stala pevně součástí Milánského vévodství, v němž setrvala až do roku 1735. Poté bylo město v důsledku nepokojů následujících po Válce o polské následnictví obsazeno sardinským králem a mezi tituly Savojských byl přidán i "hrabě z Tortony".

## Významné osobnosti
- svatý Marcian z Tortony (zemřel okolo roku 117/120) – první, legendární biskup z Tortony
- svatý Inocenc z Tortony (zemřel okolo roku 350) – přežil perzekuce a do Tortony byl poslán jako biskup papežem Silvestrem
- Marziano de Torona, sekretář vévody Filipo Maria Viscontiho – hovoří se o něm jako o jednom z tvůrců karetní hry taroky
- svatý Luigi Orione (1872-1940), založil v Tortoně svatyni Panny Marie Ochranitelky
- Marziano Perosi (1875-1956), hudební skladatel, varhaník, sbormistr
- Fausto Coppi (1919-1960), italský závodní cyklista
- Giuseppe Campora (1923-2004), operní tenorista
- Enrico Bellone (* 1938), fyzik a spisovatel
- Ivo Milazzo (* 1947), komiksový kreslíř
- Luisa Ottolini (* 1954), italská fyzička
- Maiorianus (420-461) – císař západořímské říše, by zde měl být pohřben
- Judita Bavorská (795-843), císařovna svaté říše římské, která zde v letech 833-834 žila v exilu